# دهستان حومه (بندر لنگه)
دهستان حومه، یکی از دهستان‌های بخش مرکزی شهرستان بندر لنگه در استان هرمزگان ایران است. مرکز این دهستان، روستای گزیر است.

## جمعیت
بر پایه سرشماری عمومی نفوس و مسکن در سال ۱۳۹۵، جمعیت دهستان حومه برابر با ۱۲،۶۷۴ نفر بوده‌است.